# Polskie Stronnictwo Ludowe (1895–1913)

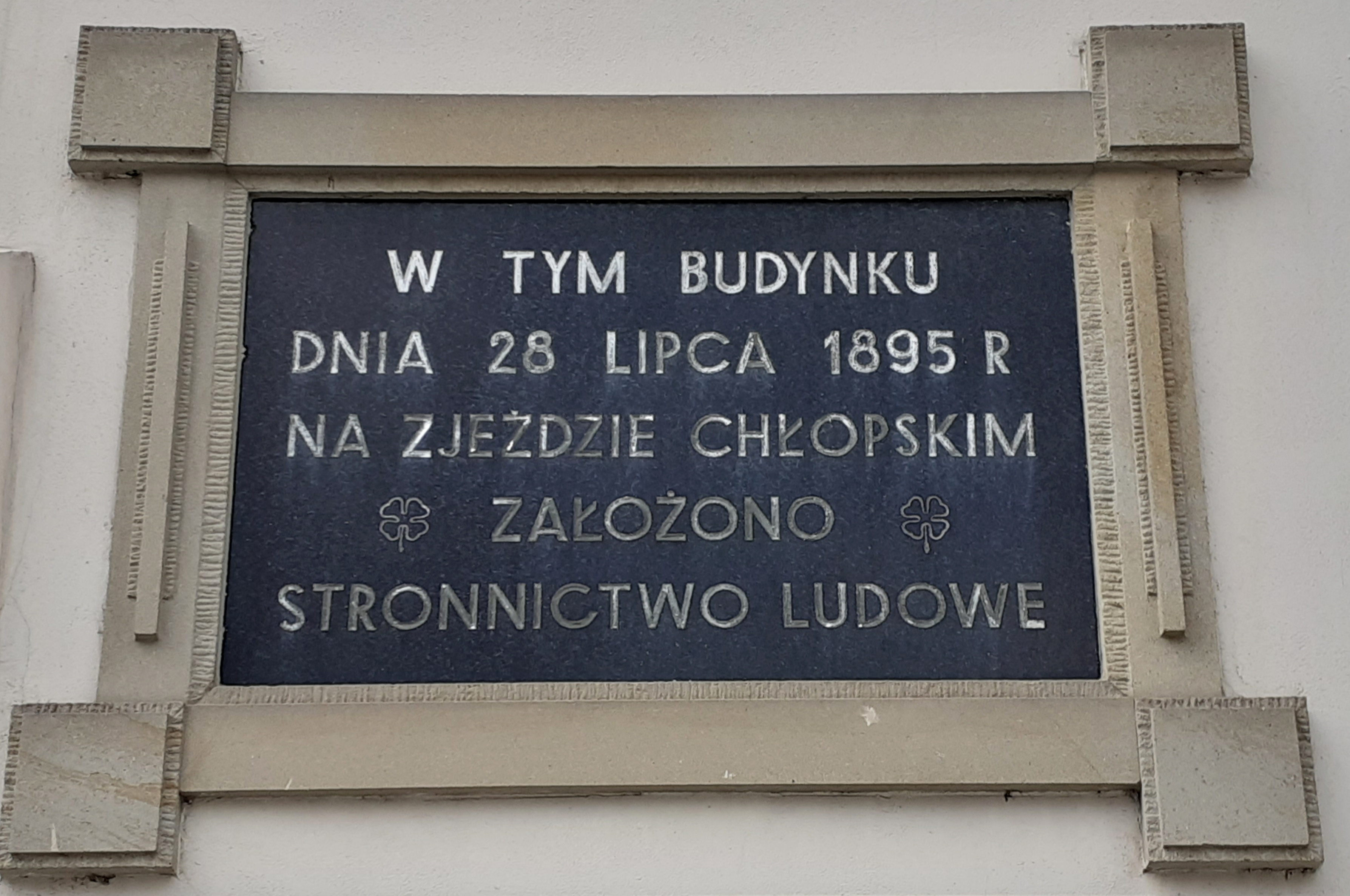
Tablica upamiętniająca założenie SL w Rzeszowie

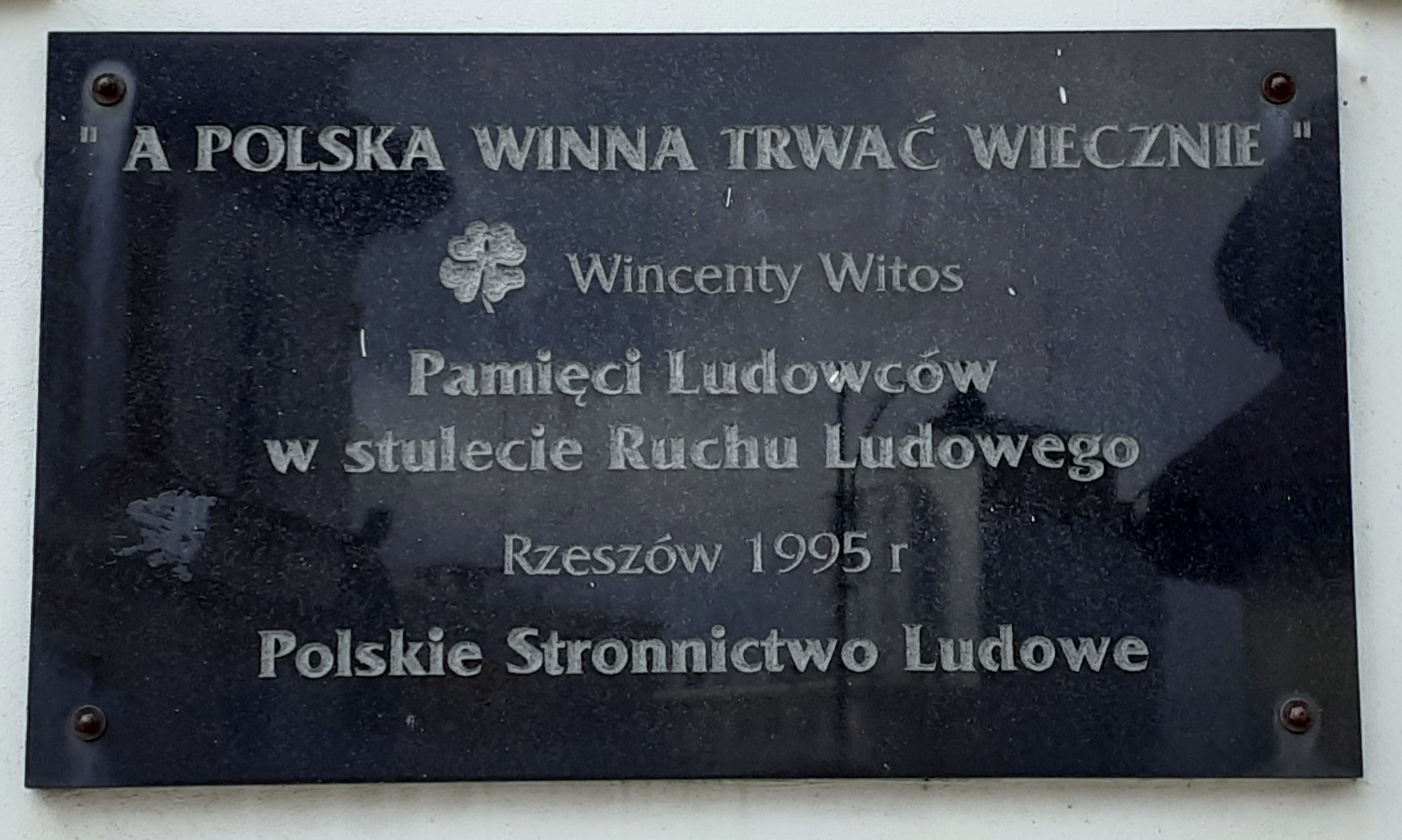
Tablica na stulecie PSL w Rzeszowie

Polskie Stronnictwo Ludowe – polska partia polityczna działająca w Galicji. Została założona 28 lipca 1895 roku w Rzeszowie przez m.in. Jakuba Bojkę i Bolesława Wysłoucha jako Stronnictwo Ludowe (od 27 lutego 1903 pod nazwą „Polskie Stronnictwo Ludowe”). Pozostawało pod znacznym wpływem endecji. Określane jest jako galicyjska partia chłopska.

## Charakterystyka programu
Głównymi hasłami programowymi i celami tego ugrupowania politycznego były:
- odbudowa niepodległego państwa polskiego, w którym zostaną rozwiązane podstawowe problemy wsi,
- autonomia Galicji,
- demokratyzacja życia i wybory powszechne oraz wprowadzenie demokratycznej ordynacji wyborczej,
- rozwój oświaty,
- równouprawnienie chłopów w życiu politycznym (dążenie do zapewnienia większej ich reprezentacji w instytucjach galicyjskich),
- dążenie do powiększenia chłopskich gospodarstw (zwłaszcza tych najmniejszych),
- zwiększenie możliwości awansu społecznego mieszkańców wsi,
- ułatwienie przejmowania przez chłopów ziemi z majątków wielkiej własności (tzw. reforma rolna),
- równouprawnienie Polaków, Ukraińców i Litwinów oraz wolności wyznań.

Partia miała swoich przedstawicieli zarówno w Radzie Państwa, jak i w Sejmie Krajowym. W 1911 z PSL wystąpiła grupa działaczy na czele z Janem Dąbskim i Bolesławem Wysłouchem i powołała w lutym 1912 ugrupowanie PSL – Zjednoczenie Niezawisłych Ludowców. W 1913 w miejsce PSL powstały PSL „Piast” (którego prezesem został Jakub Bojko) i PSL „Lewica” (prezes – Jan Stapiński).

## Działacze

### Prezesi
- od 28 lipca 1895 do 15 lipca 1897: Karol Lewakowski
- od 15 lipca 1897 do 30 września 1907: Henryk Rewakowicz
- od 8 marca 1908 do 13 grudnia 1913: Jan Stapiński

## Poparcie w wyborach

### Rada Państwa
| Wybory | Liczba mandatów | Zmiana |
| ------ | --------------- | ------ |
| 1897   | 3/425           | 4      |
| 1901   | 4/425           | 1      |
| 1907   | 16/516          | 12     |
| 1911   | 24/516          | 8      |